# 熊迥
熊迥（1522年—？），字叔遠，號南墩，四川敘州府富順縣人，民籍，明朝政治人物。

## 生平
嘉靖二十八年（1549年）己酉科四川鄉試第九名舉人，三十二年（1553年）中式癸丑科會試第二百四十七名，三甲第二百二十五名進士。刑部觀政，授浙江德清縣知縣，三十三年（1554年）七月丁母憂。起復補陝西三原縣知縣。四十年（1561年）九月考選，授雲南道試御史，四十一年（1562年）三月實授，隆慶元年（1567年）正月考察，以老疾去職。

## 家族
曾祖熊鐸；祖父熊仕廉；祖母劉氏；父熊戟（1471年-1521年）。前母李氏；母凌氏（1480年-1554年）。異母兄熊追，早卒。從兄熊遲（公安縣知縣）、熊通、熊速（典膳）、熊過（禮部祠祭司郎中）、熊造（生員）。子熊惇業、熊惇敏、熊惇誼、熊惇謙。孫熊江。